# Pădurea Frumușica
Pădurea Frumușica este o arie protejată de interes național ce corespunde categoriei a IV-a IUCN (rezervație naturală de tip forestier) situată în județul Iași, pe teritoriul administrativ al comunei Mădârjac.

## Localizare
Aria naturală cu o suprafață de 97,30 hectare se află în partea sudică a județului Iași, în Podișul Moldovei, pe teritoriul estic al satului Mădârjac, în partea dreaptă a drumului județean (DJ248A), Țibana - Voinești.

## Descriere
Rezervația naturală a fost declarată arie protejată prin Legea Nr.5 din 6 martie 2000 (privind aprobarea Planului de amenajare a teritoriului național - Secțiunea a III-a - zone protejate) și reprezintă o zonă deluroasă acoperită cu pădure (șleau de luncă) seculară de stejar (Quercus robur) și gorun (Quercus petraea), în amestec cu specii arboricole de carpen (Carpinus betulus) tei (Tilia), frasin (Fraxinus), salcie (Salix) sau alun (Corylus avellana).
În arealul rezervației vegetează specia floristică (protejată prin lege) din familia orhideelor, cunoscută sub denumirea populară de papucul doamnei (Cypripedium calceolus). 